# Witotacris
Witotacris is een geslacht van rechtvleugeligen uit de familie veldsprinkhanen (Acrididae). De wetenschappelijke naam van dit geslacht is voor het eerst geldig gepubliceerd in 1976 door Descamps.

## Soorten
Het geslacht Witotacris omvat de volgende soorten:
- Witotacris annulicrus Amédégnato & Poulain, 1987
- Witotacris concinna Descamps, 1976
- Witotacris silvai Descamps, 1980